# Horaga rana
Horaga rana är en fjärilsart som beskrevs av De Nicéville 1889. Horaga rana ingår i släktet Horaga och familjen juvelvingar. Inga underarter finns listade i Catalogue of Life.